# Sinégorié (oblast de Magadan)
Sinégorié (en russe : Синего́рье, soit littéralement « la région des montagnes bleues ») est une commune urbaine de l'oblast de Magadan, en Russie. La commune se situe dans le raïon de Iagodnoïe. Sa population était estimée à 1 752 habitants en 2022.

## Géographie

### Situation
Sinégorié se situe dans la Kolyma, au nord-est de la Sibérie. Elle se situe sur la rive gauche du fleuve Kolyma, et non-loin de la confluence avec la rivière Bakapcha. Elle se situe à 180 km au nord-est de Magadan, et à 5 700 km à l'est de Moscou.

### Climat
Le climat de Sinégorié est classifié en tant que Dfb par la classification de Köppen. L'amplitude des précipitations est de 104 mm, celle des températures est de 47,2 °C.
| Mois                              | jan.  | fév.  | mars  | avril | mai  | juin | jui. | août | sep. | oct.  | nov.  | déc.  | année  |
| --------------------------------- | ----- | ----- | ----- | ----- | ---- | ---- | ---- | ---- | ---- | ----- | ----- | ----- | ------ |
| Température minimale moyenne (°C) | −35   | −32,8 | −24,6 | −14,3 | −3,2 | 5,4  | 10   | 6,9  | −0,8 | −14,8 | −27,5 | −33,4 | −14,43 |
| Température moyenne (°C)          | −32,8 | −30,3 | −21,3 | −10,6 | 0,7  | 10,3 | 14,4 | 10,7 | 2,3  | −11,7 | −24,9 | −31,3 | −10,76 |
| Température maximale moyenne (°C) | −30,9 | −28   | −18,1 | −7,1  | 4,1  | 14,3 | 18,3 | 14,2 | 5,6  | −8,8  | −22,8 | −29,4 | −7,38  |
| Précipitations (mm)               | 21    | 21    | 26    | 31    | 45   | 78   | 92   | 125  | 86   | 50    | 39    | 23    | 637    |

## Histoire

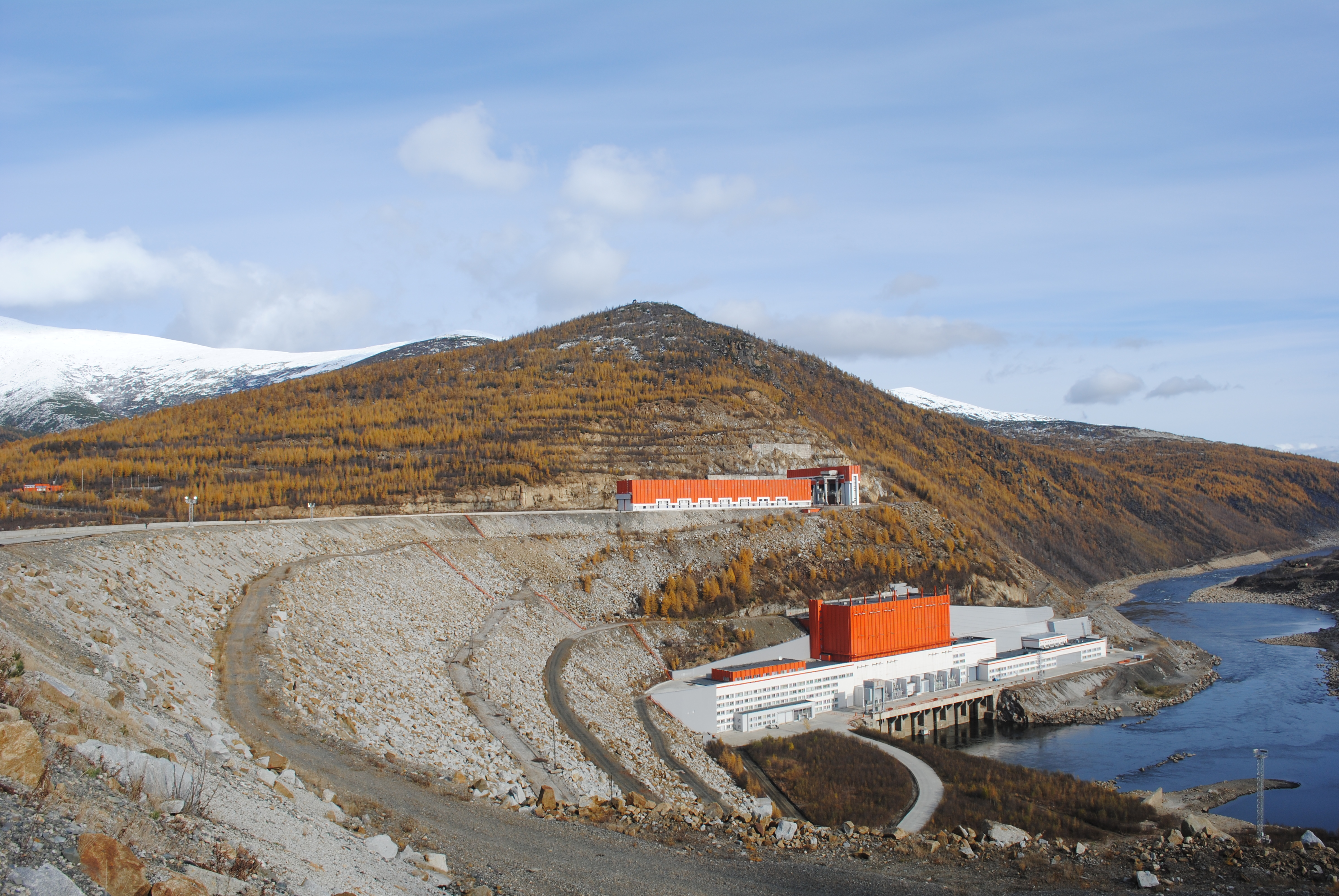
Centrale hydroélectrique de la Kolyma

L'histoire du village commence le 12 février 1971 avec le début de la construction du village, dans le but de loger les ouvriers de la centrale hydroélectrique de la Kolyma alors en construction, à 5 kilomètres en amont. Le village se développe rapidement, et un plus tard, de nombreux immeubles et l'école sont déjà debout. Les années suivantes, de nombreux services sont construits, tel qu'une piste de slalom, un hôpital et un sanatorium, des infrastructures toujours en activité aujourd'hui.
Le  22 novembre 1978, l'aéroport est ouvert, assurant une liaison quotidienne vers Magadan.

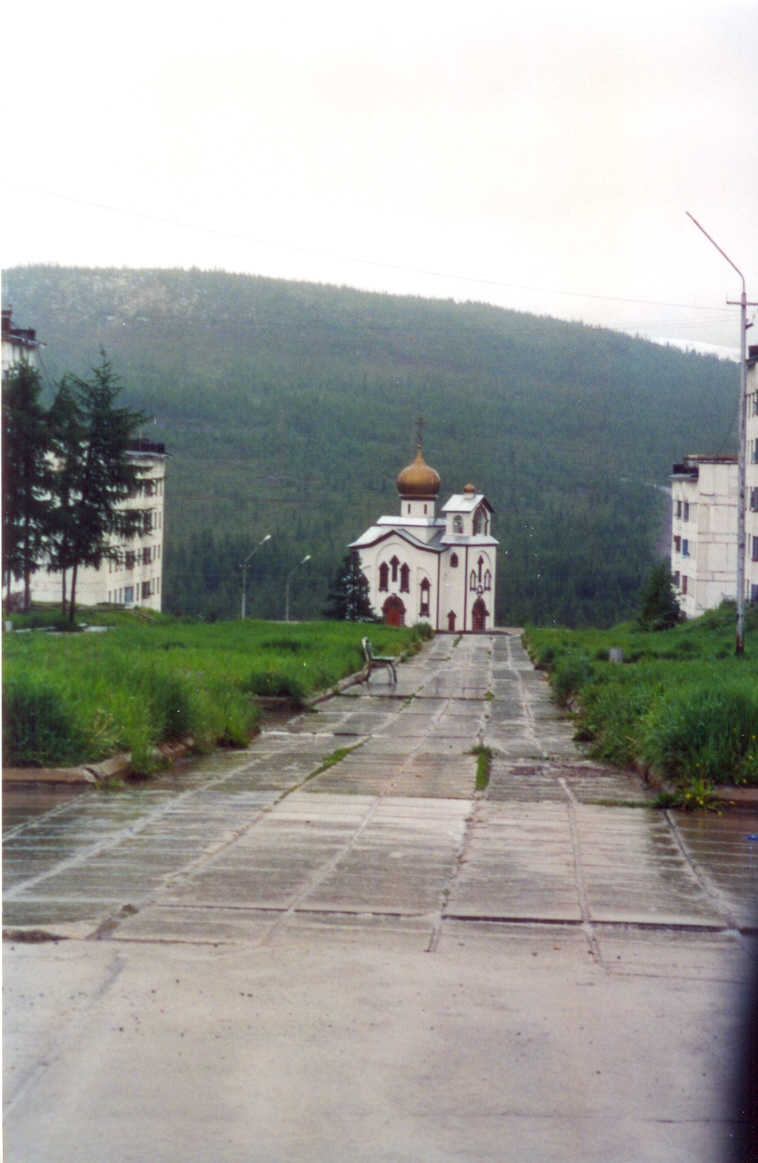
L'église de l'Annonciation.

Cependant, la croissance fut de courte durée, la population commençant à partir d'abord à cause de l'avancement de la construction de la centrale hydroélectrique et ensuite par la dislocation de l'URSS. Ainsi entre 1989 et 2002, Sinégorié perd 80% de sa population, entraînant l'abandon de nombreux bâtiments et de lieux publics comme la piscine, le cinéma ou le centre culturel. De plus, l'aéroport ferme ses portes en 2000. La même année, une église a été construite,,.
Cependant, une liaison aérienne est rétablie avec Magadan début 2022.

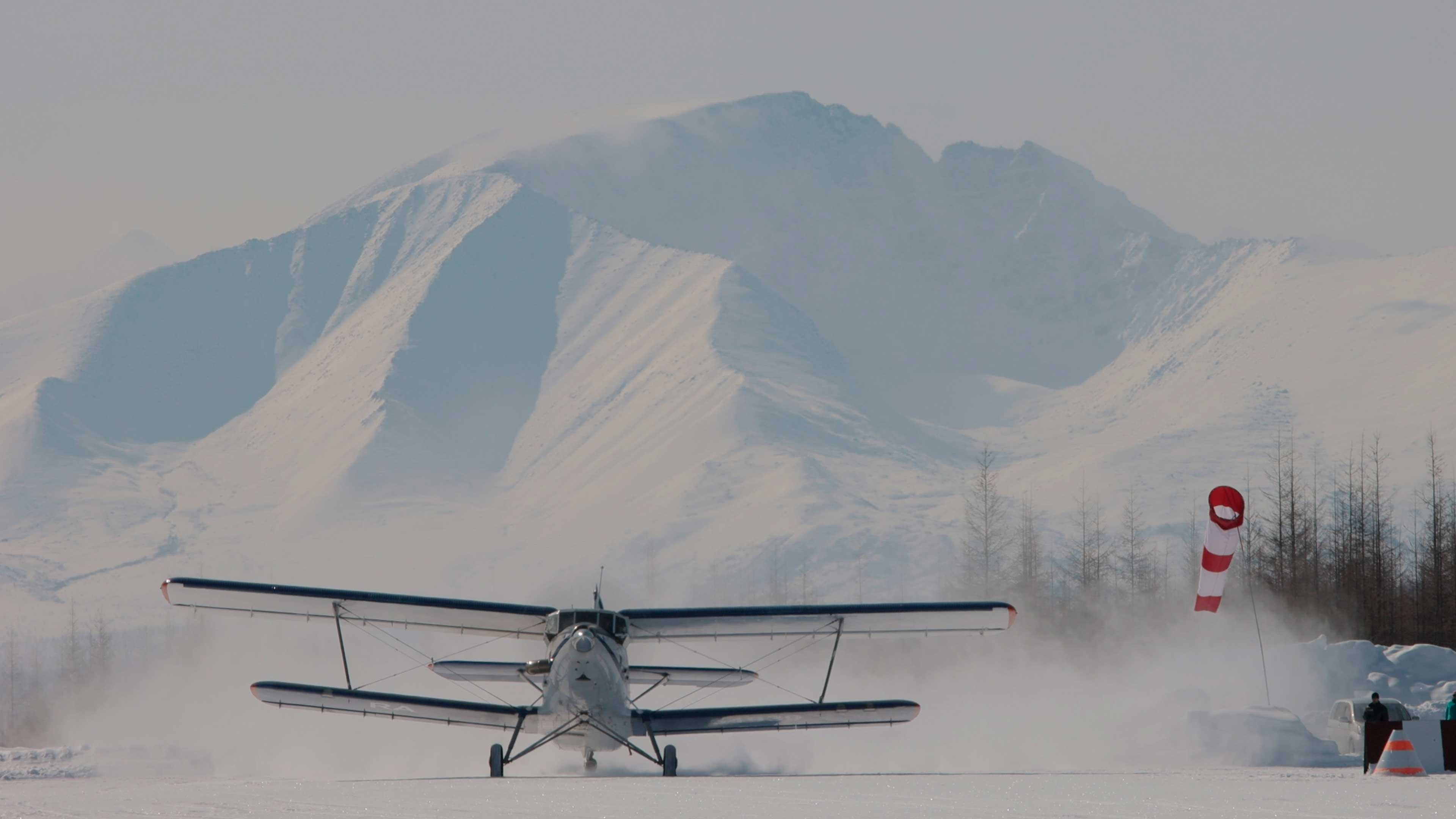
Scène du documentaire où l'on voie un avion à l'aéroport de Sinégorié.

En 2023, Fine Line, un documentaire russe d'Anna Barsoukova (en), a été tourné dans le village. Le documentaire concerne les problèmes démographiques des régions du Grand Nord, de l'enclavement de ces régions, et de leur avenir, plus ou moins prometteur.

## Population
Recensements (*) ou estimations de la population:
| 1979* | 1989*  | 2002* | 2004  | 2005  | 2006  | 2007  | 2008  |
| ----- | ------ | ----- | ----- | ----- | ----- | ----- | ----- |
| 8 282 | 11 645 | 4 071 | 3 800 | 3 555 | 3 342 | 3 166 | 3 088 |

| 2009  | 2010* | 2012  | 2013  | 2014  | 2015  | 2016  | 2017  |
| ----- | ----- | ----- | ----- | ----- | ----- | ----- | ----- |
| 2 990 | 2 821 | 2 714 | 2 604 | 2 522 | 2 501 | 2 489 | 2 381 |

| 2018  | 2019  | 2020  | 2021  | 2022  | - | - | - |
| ----- | ----- | ----- | ----- | ----- | - | - | - |
| 2 198 | 2 050 | 1 871 | 1 789 | 1 752 | - | - | - |

## Transports
Sinégorié est relié au reste du pays par la R504 Kolyma. La ville est située à 480 km de Magadan par la route, et une ligne de bus fait la liaison. De plus, depuis janvier 2022, un petit aéronef fait la liaison chaque mercredi entre son aéroport et Magadan.

## Galerie

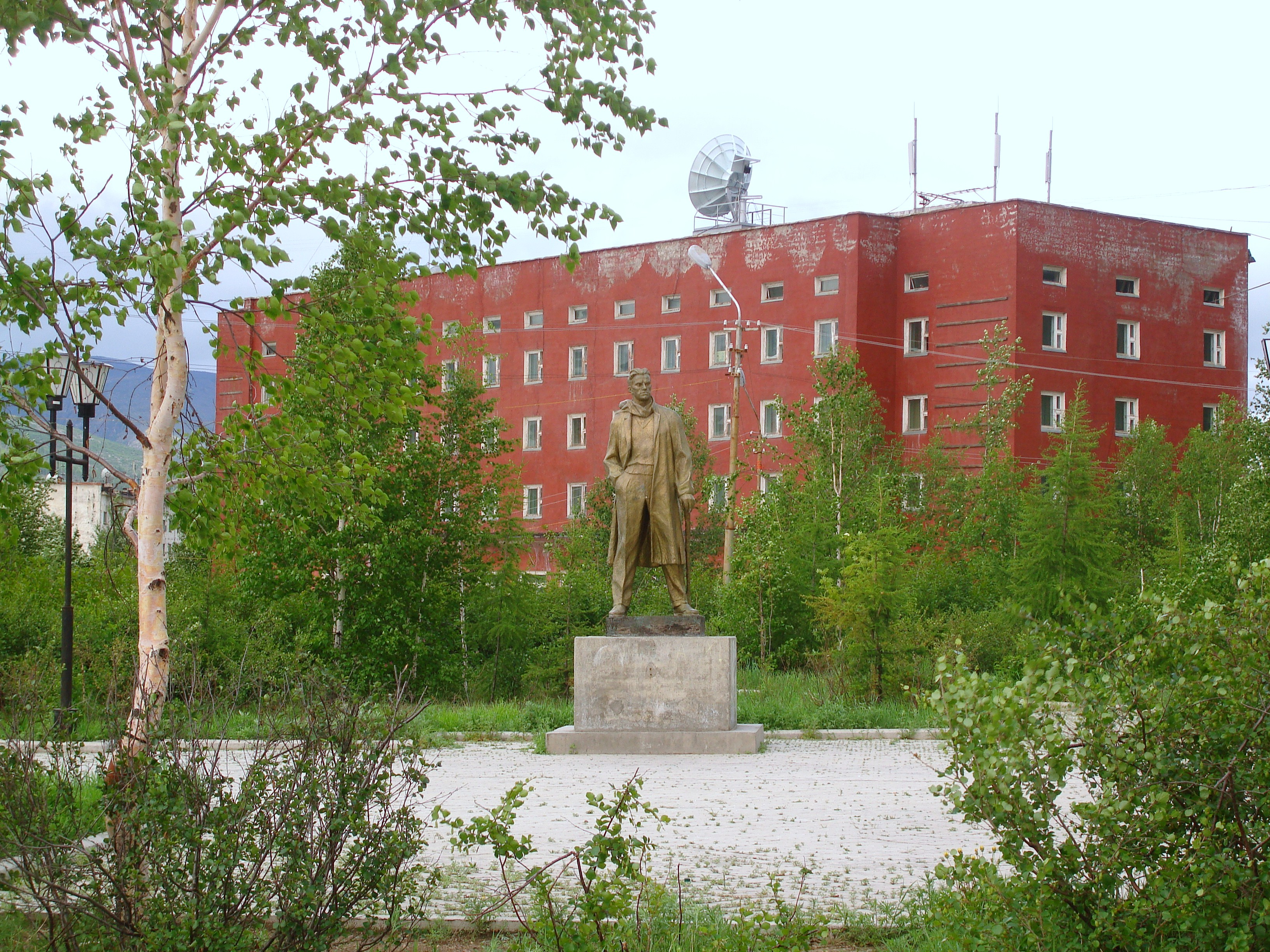
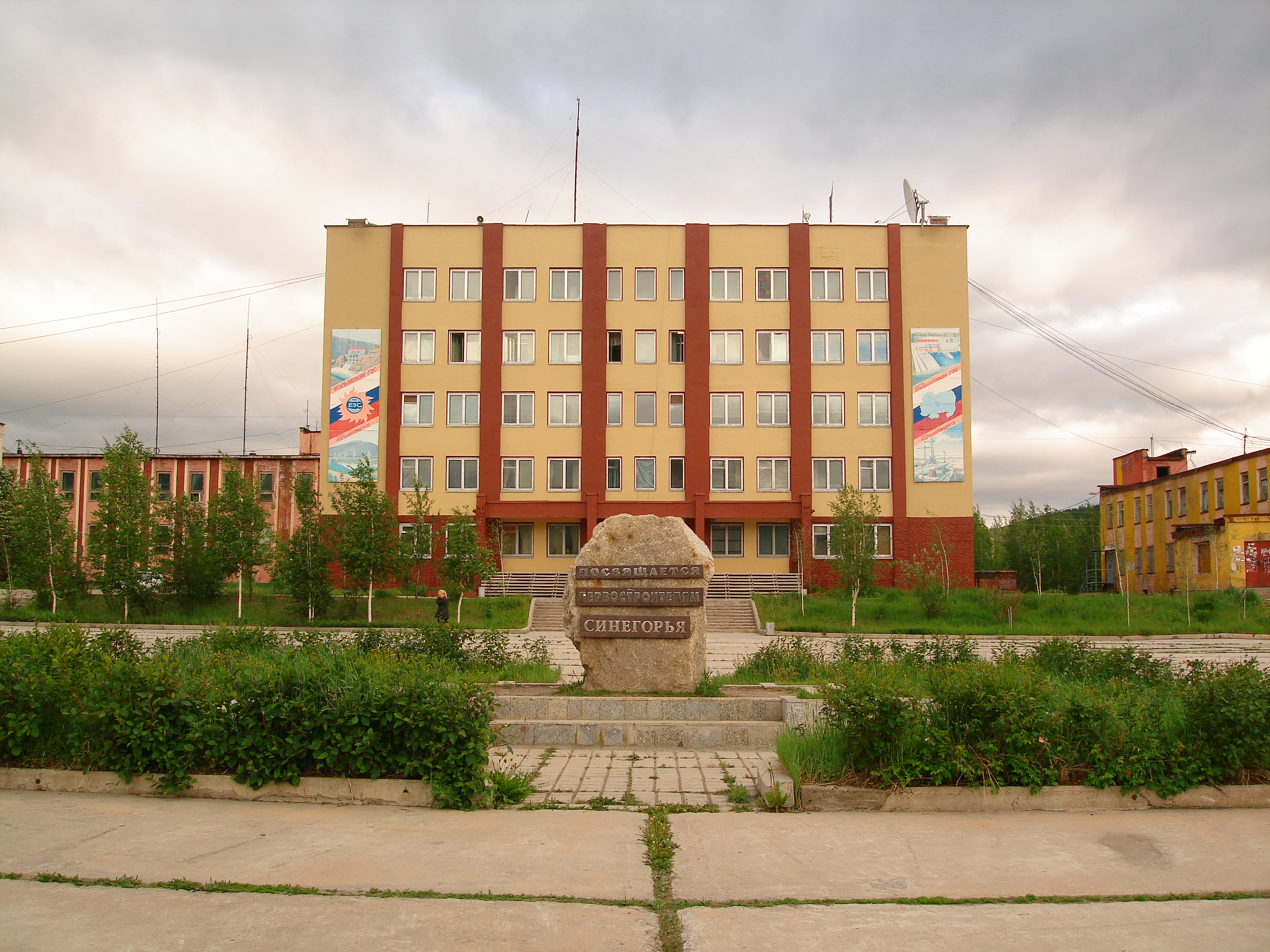
Bâtiment administratif
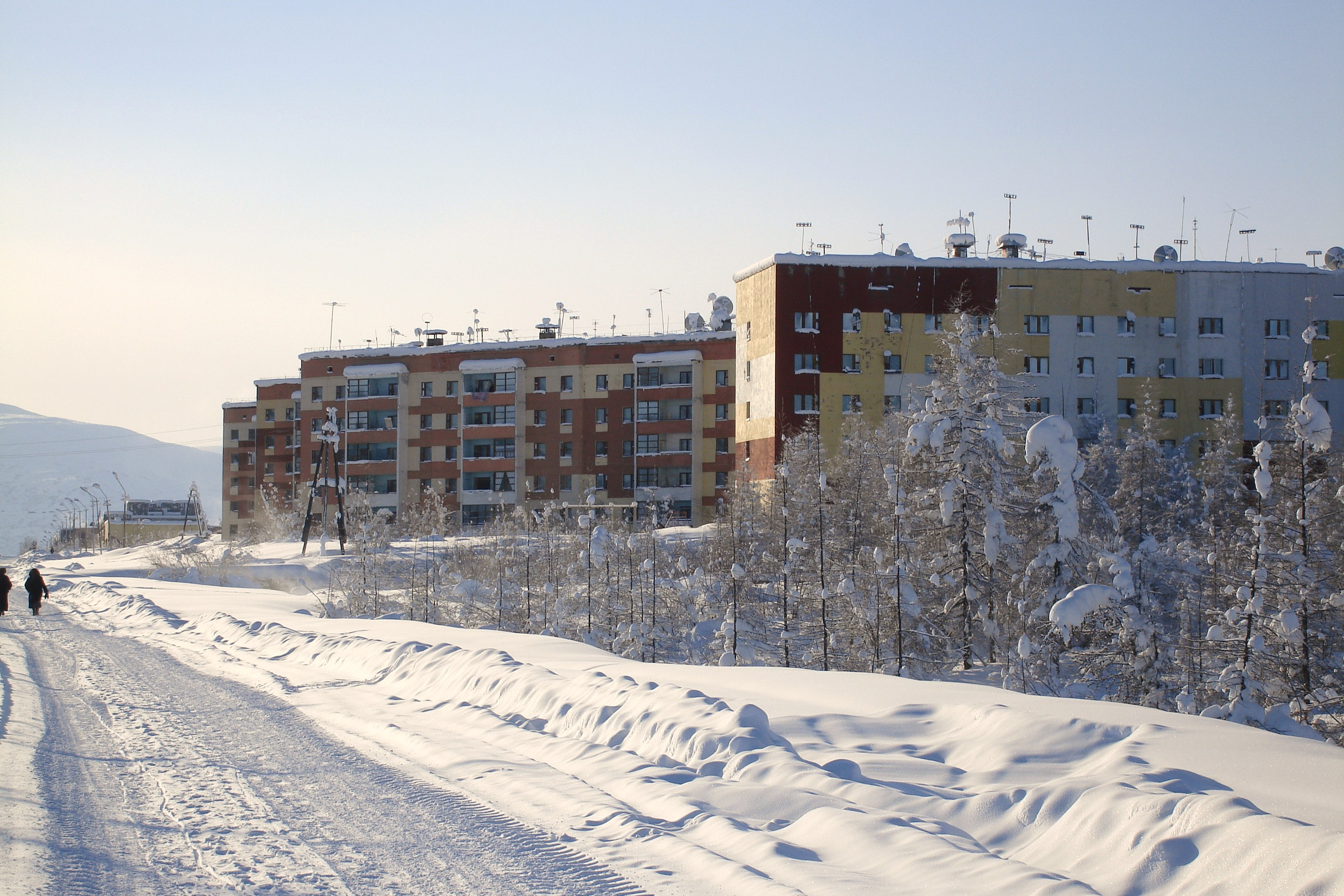
Bâtiments en hiver